# 腰掛稲荷神社
腰掛稲荷神社（こしかけいなりじんじゃ）は、東京都文京区の神社。

## 歴史
創建年代は不明である。江戸時代初期は護国寺もなく、辺りを見渡せる見晴らしの良い場所で、座るのに丁度良い大木の切株もあった。ある日、江戸幕府初代将軍徳川家康か第3代将軍徳川家光が鷹狩に当地を訪れ、この切株に腰掛けて、景色を絶賛した。そして稲荷の小祠を拝して立ち去ったという。幕府は、この場所が「将軍の縁の地」となったことから、切株を竹矢来で囲み、不敬行為を防いだという。
その後、切株は完全に朽ち果ててしまった。そのため近隣の村人が、この由来を後世に伝えるべく、稲荷の小祠を「腰掛稲荷神社」として整備した。その頃は修験道当山派の修験者が管理していた。
1931年（昭和6年）に専任神職を置き、社務所を設けた。この社務所は松岡映丘の画室を移築したものである。

## 交通アクセス
- 護国寺駅より徒歩7分。

## 氏子地域
- 文京区目白台一丁目5～18･19(一部)、二丁目3～9、三丁目1～3･4(一部)･5･6(一部)･7(一部)･18～28